# Guillermo Cabanellas
Guillermo Cabanellas de Torres (n. Melilla (África espanhola), 25 de junho de 1911 m. Buenos Aires, Argentina 13 de abril de 1983) foi um historiador, advogado, editor e escritor que desenvolveu suas atividades na Espanha, Paraguay e Argentina e foi reconhecido como destacado laboralista da Iberoamérica

## Obras
- Esclavos. Notas sobre el África Negra, 1933, Valencia: Ediciones Cuadernos de Cultura.
- La revolución social, 1933, Madrid: Ediciones Indice.
- Enjuiciamiento en los Jurados Mixtos, 1933, Madrid: Editorial Castro.
- Militarismo, Militaradas. Acotaciones sobre la historia político-militar de España, 1934, Madrid: Editorial Castro.
- (emn colaboração com Emilio Cabanellas) Aborto médico-jurídico-social, 1934, Valencia: Ediciones Orto.